# 久慈マサムネ
久慈 マサムネ（くじ マサムネ）は、日本のライトノベル作家、脚本家、漫画原作者。

## 来歴
『ソウルシンクロマシン』で第18回スニーカー大賞優秀賞を受賞、同作を『魔装学園H×H』と改題して2014年2月にデビュー。同作は2016年1月にアニメ化され、放送された。2016年9月に『エクスタス・オンライン』刊行。2018年6月に『暗黒ハローワーク!』刊行。2019年9月に『魔王学園の反逆者』刊行。2020年2月に富士見ファンタジア文庫より『転生魔王のジュリエット』刊行。
アニメの『魔装学園H×H』で脚本担当の一人として参加してから、アニメの脚本執筆も手掛けるようになり、『ハニートラップ・シェアハウス』で漫画原作も手掛けるようになった。

## 作品

### 小説
- 魔装学園H×H（『角川スニーカー文庫』、イラスト：Hisasi、全15巻）
- エクスタス・オンライン（『角川スニーカー文庫』、イラスト：平つくね、全8巻）
- 暗黒ハローワーク！（『角川スニーカー文庫』、イラスト：ゆーげん、既刊1巻）
- 魔王学園の反逆者 〜人類初の魔王候補、眷属少女と王座を目指して成り上がる〜（『角川スニーカー文庫』、イラスト：kakao、全5巻）
- 転生魔王のジュリエット（『富士見ファンタジア文庫』、イラスト：みやま零、既刊2巻）

### アニメ
- 魔装学園H×H（脚本：第6話、第9話）
- はじめてのギャル（脚本：第4話、第8話）
- 俺が好きなのは妹だけど妹じゃない（脚本：第6話、第7話）

### 漫画原作
- ハニートラップ・シェアハウス（作画：神月洸壱、『月刊ドラゴンエイジ』2021年12月号[4] - 、既刊7巻）

### その他
- 電音部